# Woroncowo (rejon ostrowski)
Woroncowo (ros. Воронцово) – wieś (sieło) w Rosji, w obwodzie pskowskim, w rejonie ostrowskim. W 2010 liczyła 553 mieszkańców.